# Adrienne Clarkson
Adrienne Clarkson z domu Poy (ur. 10 lutego 1939 w Hongkongu) – kanadyjska dziennikarka i działaczka państwowa pochodzenia chińskiego. W latach 1999–2005 gubernator generalna Kanady.

## Zarys biografii
Jej rodzina przybyła do Kanady, gdy miała zaledwie trzy lata, skutkiem czego nigdy nie nauczyła się języka chińskiego, choć zawsze otwarcie przyznawała się do swoich azjatyckich korzeni. Ukończyła anglistykę, po czym w 1964 podjęła pracę w kanadyjskiej telewizji publicznej CBC, gdzie w ciągu kolejnych 18 lat była prowadzącą i producentką wielu programów, głównie publicystycznych. W 1983 została przedstawicielką prowincji Ontario we Francji. Następnie krótko i bez powodzenia pracowała w biznesie, po czym wróciła do telewizji. W 1992 otrzymała Order Kanady, najwyższe cywilne odznaczenie państwowe w tym kraju.
W 1999 objęła formalnie najwyższe w państwie stanowisko gubernatora generalnego, które pełniła przez 6 lat. Obecnie przebywa na emeryturze.